# Calle Regla
La calle Regla es una vía pública de la ciudad española de Oviedo.

## Descripción
La vía debe el nombre a las heredades próximas al lugar antes de que este se urbanizase. Discurre en la actualidad desde la calle Postigo Alto hasta Juan Escalante de Mendoza, y tiene cruces con el pasaje de Luis Muñiz y la calle Postigo Bajo. Aparece descrita en El libro de Oviedo (1887) de Fermín Canella y Secades con las siguientes palabras:

Regla.—Debe su nombre al que tenían las heredades próximas, antes de urbanizarse aquel sitio; pues cuando el Cabildo de la Catedral facilitó la fundación de Santo Domingo el obispo Sr. Muros recompensó á la mesa capitular cediéndole el 1518 el cellero de Regla.—Ent.: Postigo alto.—Conc.: Postigo bajo.
(Canella y Secades, 1887, p. 121)